# Rijnmond (omroep)
Rijnmond is een Nederlandse regionale publieke omroep voor radio, televisie en online in de regio Rijnmond en het zuidelijke deel van de provincie Zuid-Holland.

## Organisatie

### Hoofdkantoor
Rijnmond is gevestigd in het Rotterdamse Lloydkwartier. Hiervandaan komen zowel radio als televisieuitzendingen van de omroep. Sinds 2 december 2024 beschikt de omroep over een nieuwe radiostudio waarmee de uitzendingen ook op televisie uitgezonden kunnen worden. Het was een van de laatste regionale publieke omroepen die overgingen op 'visual radio'.

### Financiering
Sinds 1 januari 2000 is Rijnmond de regionale publieke mediaorganisatie in de zin van de Mediawet 2008, in het zuidwestelijk deel van de provincie Zuid-Holland. Daardoor wordt de omroep gefinancierd door de provinciale overheid. De overheidsbijdrage voor de instelling wordt jaarlijks door het Commissariaat voor de Media vastgesteld. 
Rijnmond mag daarnaast zendtijd op radio en televisie gebruiken voor reclame. De inkomsten hiervan mogen uitsluitend worden aangewend ter vervulling van de publieke media-opdracht. "Dienstbaar zijn aan het maken van winst door derden" is door de regionale publieke media-instelling volgens de Mediawet 2008 (art. 2.141 lid 1) dan ook niet toegestaan. 

### Beeldmerk
Met ingang van 2 september 2019 heeft de omroep een nieuwe uitstraling, waarbij afscheid is genomen van de naam RTV Rijnmond.

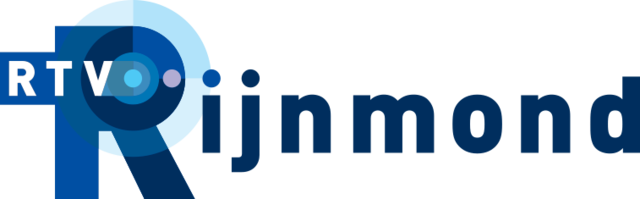
31 augustus 2004 – 1 september 2019
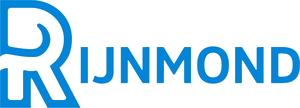
2 september 2019 – heden

## Radio
Hoewel de zendapparatuur al vanaf november 1983 werd getest, startte Radio Rijnmond officieel op 21 december 1983. Vanaf dat moment wordt de zender formeel geëxploiteerd door de Stichting Regionale Omroep Rotterdam-Rijnmond. De zender maakte toen als enig regionaal radiostation in Nederland volkomen eigen nieuwsuitzendingen, waar de destijds als bestaande regionale omroepen de landelijke ANP-nieuwsberichten van het toenmalige Hilversum 1 of Hilversum 3 overnamen.

### Ontvangst
De uitzendfrequentie van Radio Rijnmond is sinds 1983 onafgebroken 93,4 MHz FM en is 24 uur per dag te beluisteren. De zenderlocatie bevindt zich in de Rotterdamse Waalhaven. Wél heeft KPN Broadcast Services op een zeker moment de zendantenne op de mast hoger boven op het aardoppervlak geplaatst. Daarnaast is het station tegenwoordig te ontvangen via DAB+, DVB-T en de plaatselijke kabelnetwerken (deels DVB-c), binnen en buiten het formele adherentiegebied.

### Calamiteiten
Radio Rijnmond is de calamiteitenzender van de regio. Dit betekent dat overheidsautoriteiten zendtijd kunnen claimen, in het openbaar belang. Zulks als zich een ramp in de regio voordoet, om aldus de inwoners informatie en aanwijzingen te geven. Dat kan bijvoorbeeld het advies zijn om ramen en deuren te sluiten en te blijven luisteren naar Radio Rijnmond. Daarnaast blijft in zo'n geval ook de redactie onafhankelijk informatie verschaffen, ook zodra dit politieke bestuurders of de politie niet welgevallig is.

### Programmering
De zender kent een horizontale programmering. Onder andere Peter van Drunen, Ronald van Oudheusden, Ruud de Boer, Erik Lemmers, Suzanne Mulder, Reint-Jan Potze, Bart Nolles, Dennis Kranenburg, Chris Vemer, Roland Vonk en Jesse van Someren zijn te horen op de zender met een eigen programma of tijdens Radio Rijnmond Sport.
Bekende (oud-)presentatoren van Radio Rijnmond zijn Hans van Vliet, Ghislaine Plag, Koos Postema en Johan Derksen.

## Televisie
De televisiezender van Rijnmond is voortgekomen uit het in 1989 gestarte Stads TV Rotterdam. Deze zender is in 1997 opgegaan in de publiek-private organisatie van Rijnmond. Dit betekent dat TV Rijnmond een publieke zendmachtiging had en private bedrijven voor de financiële middelen zorgden. In het jaar 2000 werd TV Rijnmond een volledig publieke zender.

### Programmering
Anno december 2024 zendt TV Rijnmond overdag radiouitzendingen van Radio Rijnmond uit. Vanaf 17:00 uur zijn er televisieprogramma's te zien. Enkele programma's zijn Rijnmond Vandaag, Bureau Rijnmond, FC Rijnmond en het NOS Journaal in Makkelijke Taal.
Rijnmond Vandaag is het actualiteitenprogramma van de televisiezender. Op werkdagen presenteren onder andere Tahmina Akefi of Jan-Roelof Visscher het programma. In het weekend is er een weekoverzicht te zien. Verslaggevers voor Rijnmond, waarvan ook items te zien zijn in Rijnmond Vandaag, zijn onder andere Maurice Laparlière, Tenny Tezer, Marcia Tap en Jelle Gunneweg.
Bureau Rijnmond is een wekelijks opsporingsprogramma waarbij bewakingsbeelden en reconstructies van misdrijven worden getoond. FC Rijnmond bespreekt de ontwikkelingen en prestaties van de voetbalclubs in de regio. Het programma wordt doorgaans gepresenteerd door Bart Nolles. Terugkerende gasten zijn Geert den Ouden, Harry van der Laan en Radio Rijnmond-commentatoren Dennis van Eersel en Dennis Kranenburg.
Rijnmond maakt ook uitzending rondom grote, regionale evenementen, waaronder de Wereldhavendagen, de Marathon van Rotterdam, Zomercarnaval Rotterdam en de Roparun.
Bekende (oud-)presentatoren van TV Rijnmond zijn Sander de Kramer, Ferry de Groot, Rob Geus, Marieke de Vries, Jeroen Snel, Rutger Castricum, Gert van 't Hof, Herman den Blijker, Sinclair Bischop en Philomena Bijlhout. Martin van Waardenberg en John Buijsman waren te zien in series geproduceerd voor TV Rijnmond.

## Online
Rijnmond voorziet via de eigen website in de nieuwsvoorziening voor de inwoners van de regio en andere geïnteresseerde. Het publiceert hier regionale nieuws- en weerberichten, maar biedt bezoekers ook de mogelijkheid om NOS-berichten toe te voegen aan het overzicht. Tevens wordt verkeersinformatie gedeeld. Daarnaast kunnen bezoekers live Radio Rijnmond beluisteren of TV Rijnmond bekijken. Ook zijn televisieuitzendingen terug te kijken.

## Podcasts
Sinds enkele jaren publiceert Rijnmond ook podcasts, voornamelijk omtrent de voetbalclubs uit de regio. Zo maakt het Sparta Naar Voren over Sparta Rotterdam en de Feyenoord Podcast over Feyenoord. Voorheen maakte het ook de podcast Geluid van Zuid over de Rotterdamse topclub.
Lijst van televisiekanalen in Nederland
Lijst van radiozenders in Nederland